# Dicranomyia prolixistyla
Dicranomyia prolixistyla är en tvåvingeart som först beskrevs av Alexander 1981.  Dicranomyia prolixistyla ingår i släktet Dicranomyia och familjen småharkrankar. Inga underarter finns listade i Catalogue of Life.